# Macrophiothrix nereidina
Espèce
Macrophiothrix nereidina est une espèce d'ophiures de la famille des Ophiotrichidae.

## Description
C'est une grande ophiure tropicale qui vit souvent associée aux éponges. Ses bras extrêmement longs (parfois plus de 20 voire 30 cm) se promènent en général lentement sur la surface de l'éponge hôte à la recherche de nourriture, tandis que le disque central, très ornementé, est dissimulé. Les bras, vivement colorés du rose vif au bleu profond, sont striés transversalement et ne portent des piquants que latéraux, ce qui rend cette espèce relativement facile à identifier. Le disque central porte un motif rayonnant très complexe dans des teintes similaires, parfois plus clair au centre. 

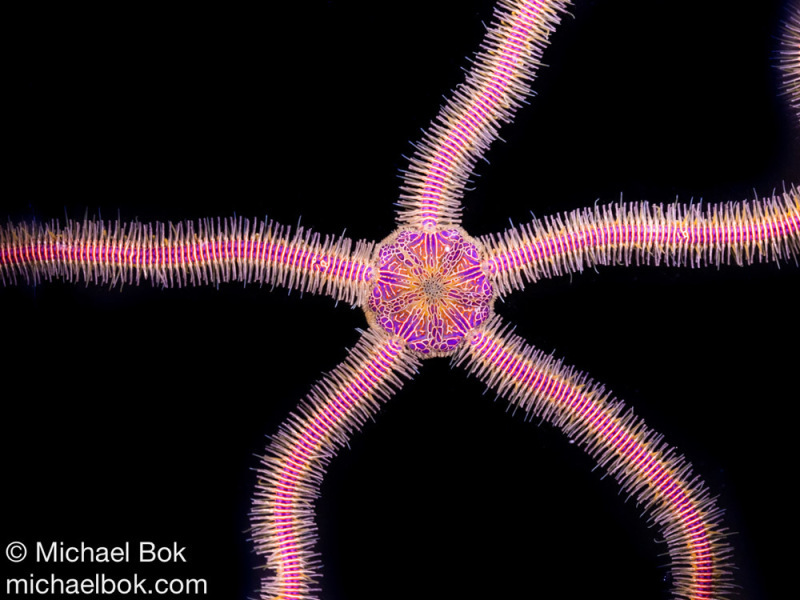
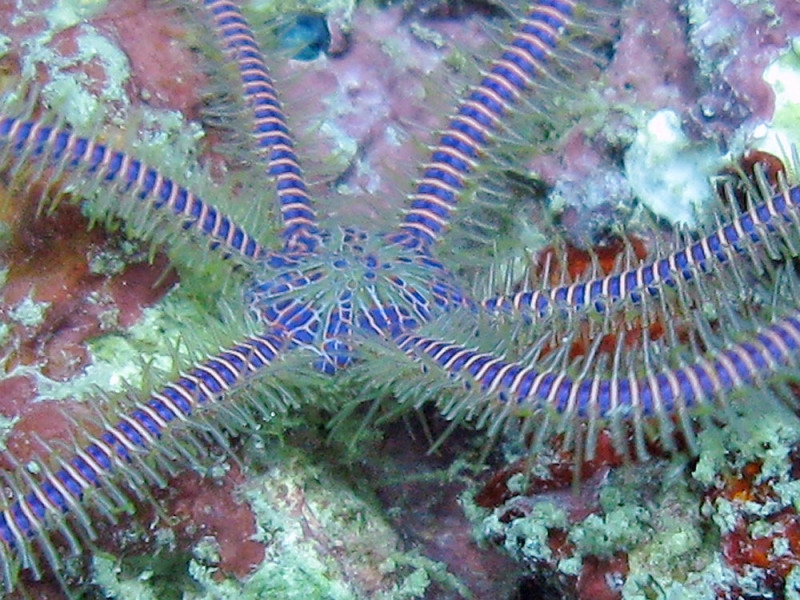
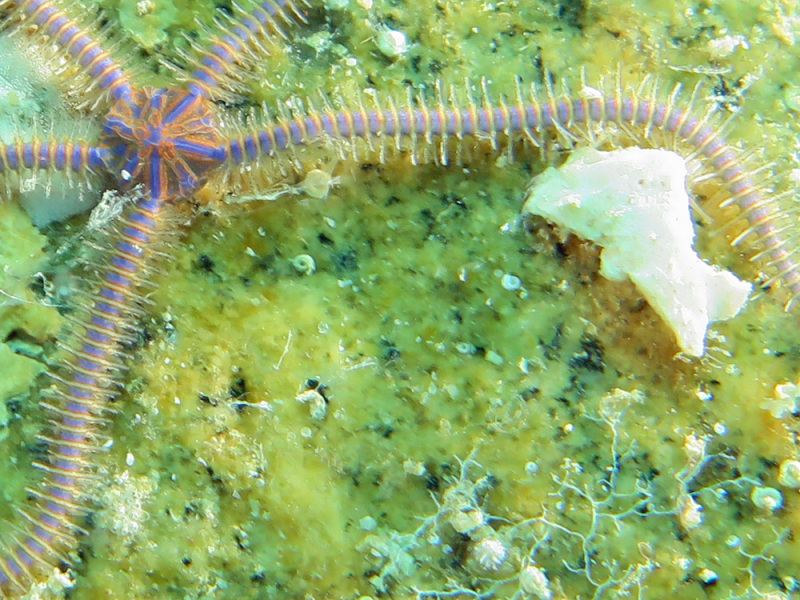

## Répartition
On trouve cette espèce dans un triangle qui va de Singapour au Japon et au Vanuatu, sans être toutefois signalée en Nouvelle-Calédonie. Les signalement dans l'océan Indien et en Polynésie sont probablement des faux positifs. 

## Systématique
Le nom valide complet (avec auteur) de ce taxon est Macrophiothrix nereidina (Lamarck, 1816).
L'espèce a été initialement classée dans le genre Ophiura sous le protonyme Ophiura nereidina Lamarck, 1816,.
Macrophiothrix nereidina a pour synonymes :
- Ophiothrix (Keystonea) nereidina (Lamarck, 1816)
- Ophiothrix andersoni Duncan, 1887
- Ophiothrix cataphracta Martens, 1870
- Ophiothrix nereidina (Lamarck, 1816)
- Ophiotrichoides nereidina (Lamarck, 1816)
- Ophiura nereidina Lamarck, 1816

## Publication originale
- (fr + la) Chevalier de Lamarck, Histoire naturelle des animaux sans vertèbres, vol. 2, Paris, Verdière, mars 1816, 568 p. (lire en ligne), p. 544-545.